# Spirorbis superminor
Spirorbis superminor är en ringmaskart som beskrevs av Ziegler 1984. Spirorbis superminor ingår i släktet Spirorbis och familjen Serpulidae. Inga underarter finns listade i Catalogue of Life.